# 和光堂
和光堂（わこうどう）は、アサヒグループのアサヒグループ食品の食料品・ベビー用品ブランド。国内ベビーフードの老舗で業界最大手であり、そのほかベビー用品も数多く製造していた。かつて法人として「和光堂株式会社」が存在したが、現在は、アサヒグループホールディングス傘下のアサヒグループ食品の製造子会社となっている（ブランド名としての「和光堂」は存続している）コーポレート・スローガンは「ずっと、赤ちゃん品質。」。
創業者の弘田長は、国内で初めて小児科を作った人物であり、国内最初のベビーパウダーを作った人物でもある。

## 概要
本店は東京都千代田区で、創業当初は表神保町であったが、後に神田司町へ移った。またベビー用品以外にも衛生用品、飲料などを生産している。
かつては三共（現・第一三共）の子会社であったが、2006年4月24日から5月15日にかけて、アサヒビール（旧法人）により株式公開買い付けがされ、三共保有分も含めた92.5%の株式を取得し子会社化された。2007年4月1日、株式交換によりアサヒビールの完全子会社となり、上場廃止となった。
2011年7月1日、アサヒグループの持株会社としてアサヒグループホールディングス（旧・アサヒビールから商号変更）が発足、同社の事業子会社となった。
2015年7月10日には、グループ会社のアサヒフードアンドヘルスケア・天野実業との共同株式移転によりアサヒグループホールディングスの子会社となるアサヒグループ食品が設立され、翌2016年1月1日に営業・マーケティング・研究開発・SCM・管理などの各部門を吸収分割によりアサヒグループ食品株式会社へ移管し、同社の製造子会社となった。また、「シッカロール」や「おしぼりウェッティー」など、これまで和光堂が販売していた商品の商標権もアサヒグループ食品へ移管された。
2017年7月1日、アサヒフードアンドヘルスケア・天野実業とともにアサヒグループ食品に吸収合併され、解散した。事業の名称としては「和光堂」が存続している。

### 社会貢献活動
- 環境省エコチル調査企業・団体サポーター（2011年-）

### 関連人物
- 弘田長
- 内田貞夫

## 主な商品

### ベビー用品
- ベビーフード
  - 粉ミルク（ぐんぐん、はいはい）
  - 手作り応援
  - やさしいそざい（現在はなし）
  - はじめての離乳食
  - グーグーキッチン（2008年から）
  - BIGサイズのグーグーキッチン
  - れとると倶楽部（2007年まで）
  - 栄養マルシェ（2007年から）
  - BIGサイズの栄養マルシェ（2014年から）
  - BIGサイズの栄養マルシェおでかけ（2019年から）
  - おやつ
  - 赤ちゃん用飲料（アクアライト・元気っち！《お茶・果実飲料》など）
  - 代用乳（ボンラクトi）
- シッカロール（国内初のベビーパウダー。同系統商品の代名詞にもなっている）
- アットンピーランド（乳幼児用ソープ）
- サンカット（乳幼児用日焼け止め）
- マルツエキス（乳幼児用便秘薬）
- 牛乳屋さんのカルシウム

### その他
- ウェットティッシュ（「おしぼりウェッティー」など）
- 「食事は楽し」シリーズ（高齢者向けインスタント食品）
- 「牛乳屋さん」シリーズ（粉末飲料。牛乳屋さんの珈琲が有名）
- 「テンダーケア」シリーズ（介護用品）
- 自動販売機のドリンク類（ココア、紅茶、レモンはちみつ飲料等）

## 過去の提供番組
- TVジェネレーション→テレビの王様（TBS）
- ダウトをさがせⅡ（毎日放送）
- ママ大好き!（日本テレビ）1社提供。木曜20:54開始のミニ番組。2009年10月～2016年3月

## 不祥事
- 2015年1月7日、昨年12月に栃木県宇都宮市のドラッグストアで、同社が製造販売しているベビーフードの「グーグーキッチンごろごろ肉じゃが」を購入した客から「虫が入っていた」との苦情があり、虫は体長約7ミリのコオロギであったことが明らかにされた。発表当時までに原因は判明しておらず、商品の自主回収もされていない[4][5]。
- 翌1月8日、昨年8月にも熊本県の量販店で販売された、同社製品「グーグーキッチン五目中華どん」を購入した客から、製品への虫の混入があったと苦情を受けており、虫は原料の白菜に付着していた、体長約3.5ミリのナトビハムシ[6]であったことが明らかにされた。これらを受けて、同日、親会社のアサヒグループホールディングスは自主回収を発表した[7][8]。